# 레드 드래곤 (영화)
레드 드래곤(Red Dragon)은 2002년 공개된 미국의 영화로, 동명의 소설을 원작으로 한다.

## 줄거리
'식인종 한니발(Hannibal the Cannibal)'이라 불리며 여러 사람을 무차별로 살해한 희대의 살인마인 한니발 렉터 박사(Dr. Hannibal Lecter)를 체포한 유능한 FBI 수사관 윌 그레이엄 (Will Graham)은 수사관이라는 직업에서 은퇴하여 가족과 평화로운 나날을 보내고 있었다. 그러던 어느날 FBI 국장인 잭 크로포드 (Jack Crawford)가 전국을 공포의 도가니로 몰아가고 있는 연쇄살인마인 통칭 '이빨요정(The Tooth Fairy)'을 체포하는데 도움을 달라며 방문하자 다시한번 현직에 복귀하게 된다. 윌은 이빨 요정을 잡는데 결정적인 단서를 제공할만한 인물은 자신이 체포하여 감옥에 보낸 렉터 박사가 유일하다는 사실을 인지하고 그에게 조언을 구하기 위하여 볼티모어에 위치한 정신이상자 수감소에 찾아가는데....

## 출연

### 주연
- 안소니 홉킨스
- 에드워드 노튼

### 조연
- 랄프 파인즈
- 하비 케이틀
- 에밀리 왓슨
- 메리 루이스 파커
- 필립 세이모어 호프만

## 기타
- 원작자: 토머스 해리스
- 협력프로듀서: 제임스 M. 프레이태그
- 협력프로듀서: 테리 니드험
- 미술: 크리스티 지아
- 의상: 벳시 헤이만
- 배역: 캐시 드리스콜
- 배역: 프랜신 마이슬러